# 1932年美国总统选举
 1932年美國總統選舉是美國第37屆總統選舉。此次選舉由紐約州長富兰克林·德拉诺·罗斯福勝出，亦是民主黨重新執政的開始，開始長達20年的執政，直至1952年選舉為止，也結束共和黨自1860年選舉以來的長期執政。

## 背景
這次選舉於大蕭條踏入第四年時進行。當時的總統胡佛未能改善美國經濟，雖然他仍然得到共和黨和商人的支持，但於施政在國內不受歡迎，加上人民的生活水平持續惡化，導致在這次選舉中大量中下階級的選民轉投民主黨。

## 提名

### 共和黨
時任總統赫伯特·胡佛取得絕對多數的黨代表票成功再次贏得總統候選人提名。

### 民主黨
來自紐約州的富蘭克林·德拉諾·羅斯福贏得總統候選人提名。

## 普選
總統選舉於1932年11月8日進行。

## 結果
羅斯福在勝出州份的數量中佔壓倒性優勢，在48個州中的42個州勝出，本次選舉共和黨大敗，直至1952年共和黨才重奪總統寶座。

## 另見
- 美國歷史